# جاشوآ مالینا
جاشوآ مالینا (انگلیسی: Joshua Malina؛ زادهٔ ۱۷ ژانویهٔ ۱۹۶۶) یک هنرپیشه اهل ایالات متحده آمریکا است. وی از سال ۱۹۹۲ میلادی تاکنون مشغول فعالیت بوده‌است.
از فیلم‌ها یا برنامه‌های تلویزیونی که وی در آن نقش داشته است می‌توان به نمایی از بالا، زندگی‌های جدا و رئیس‌جمهور آمریکا اشاره کرد.